# 338P/McNaught
338P/McNaught è una cometa periodica appartenente alla famiglia delle comete gioviane; la cometa è stata scoperta dall'astronomo Robert H. McNaught l'11 maggio 2008: la sua riscoperta il 2 luglio 2016 ha permesso di numerarla .

## Orbita
Prima della sua scoperta, la cometa aveva elementi orbitali molto diversi da quelli attuali, con un periodo di rivoluzione di 62 anni e una MOID col pianeta Giove inferiore al limite esterno del sistema dei satelliti galileiani, sistema compreso entro una sfera di 0,012585 ua centrata su Giove: questa ridottissima MOID con Giove comporta passaggi estremamente ravvicinati tra i due corpi con conseguenti cambiamenti, anche drastici, degli elementi orbitali della cometa. Il 10 giugno 2000 i due corpi passarono a 0,010 ua di distanza, il 3 febbraio 2005 passarono a 0,0111 ua, pertanto in queste occasioni la cometa è entrata dentro il sistema dei satelliti galileiani. A seguito del passaggio del febbraio 2005 la cometa ha cambiato notevolmente la sua orbita pur conservando la piccola MOID, attualmente 0,00812843 ua: il cambiamento di orbita, in particolare la distanza perielica è passata da 4,98 ua all'attuale 2,296 ua, ha consentito la scoperta della cometa. Il 12 gennaio 2088 i due corpi celesti passeranno a 0,224 ua di distanza.